# Uilson França
Uilson França (São Paulo, 1975) é um diretor, roteirista, produtora e cineasta brasileiro. Fundador da Gn produções cinemtográficás.A partir de 2018 é responsável por produzir e realiza o projeto “Praça Cores do Samba” que reúne as velhas guardas das escolas de samba de São Paulo.

## Biografia
Em 1994 trabalha como assistente de produção no "Studio Fatima Toledo" onde permanece até 1997. Cursa Produção Digital UNIP, Pós-graduado em Docência do ensino Superior pela (Universidade Anhanguera), Pós em Linguagem Cinematográfica pelas Estácio, Pós em Políticas Públicas na UniÍtalo, cursou de graduação em filosofia na UniÍtalo com a pesquisa: “O Filme como Meio de Filosofar”.
Em 1997 parte para o Arquipélago de Abrolhos sul da Bahia e participa do documentário Arquipélago de Abrolhos do cineasta Augusto Sevá. De 1998 a 2002 faz parte da companhia X de Teatro onde atua como ator e registra o cotidiano da cia, sai e no mesmo ano, funda a produtora AGO.
No ano de 2004 dirigi o piloto da na Série de ficção, Garotos da cidade, onde também atua como produtor executivo pela produtora AGO.
Foi produtor do programa Auto Esporte 2005,da TV Globo, em 2006 atua como assistente de direção do documentário “Antonio Vitor Paisagens Possíveis”, 2007 codirigi o curta metragem “Confissão”, e como diretor filma seu primeiro longa nas Paradas do Orgulho Gay de São Paulo e NYC Gay Pride Parade 2007, o filme documentário “Mundo Trans”, Produz para Univesp Tv “Série Linguagem e Educação” 2008, TV Cultura.
No ano de 2009 Atua como Produtor executivo no documentário de longa metragem sobre a Associação Comunidade Yuba, o documentário leva o nome de Yuba Terra Livre”. 2010 Produtor executivo “Transversal da Música”, 2011 dirigiu o vídeo clipe “Oficial do samba enredo 2011” da escola de samba Rosas de Ouro.
Em 2012 dirigi o longa documentário Samba Cênico, exibido na plataforma Cultura em Casa, dirigi e roteiriza o vídeo clip “Homem Negro”. Em 2014 foi roteirista e diretor do seu terceiro longa, o documentário “Pelas estradas do Teatro Levando Cidadania”, exibido na plataforma Cultura em Casa. No ano de 2016 produziu o curta sobre a artista plástica e fotografa “Tina Gomes” o documentário que leva o nome da artista “TINA”.
Em 2017, dirige o a série “Preta Sampa”. No ano de 2019 dirige e lança o curta “O jogo a rabeca e o tridente”, e inicia as filmagem do documentário “Na Linha Tênue”, (GN Produções cinematográficas/GN Produções). No mesmo anos lanço o livro "Arte na Medida 2", pela (Ação Educativa), e um ano depois Uilson França já estava rodando mais dois filme, os curtas (O isolamento começou agora?) e (Pandemia Branca) pela (Ação Educativa), no Programa Convida do IMS.
Já em 2021, lançou o longa "Griôs" sobre Ancestralidade africana, e em 2022, inicia a finalização de "Teatralizando o samba e Carnavalizando o Teatro", obra ala samba cênico no Carnaval da cidade de São Paulo.
Atualmente trabalha na produtora “AGO”.

## Filmografia

### Cinema
| Ano  | Título                                           | Diretor | Codireção | Roteirista | Produtor | Produtor Executivo | Assistente de Direção | Notas              | Ref    |  |
| ---- | ------------------------------------------------ | ------- | --------- | ---------- | -------- | ------------------ | --------------------- | ------------------ | ------ |  |
| 2004 | Garotos da cidade                                | Sim     | Não       | Não        | Não      | Sim                | Não                   | Série Ficcional    |        |  |
| 2006 | Antonio Vitor Paisagens Possíveis                | Não     | Não       | Não        | Não      | Não                | Sim                   | Media Documentário | [ 5 ]  |  |
| 2007 | Confissão                                        | Não     | Sim       | Não        | Não      | Não                | Não                   | Curta Ficção       |        |  |
| 2007 | Mundo Trans                                      | Sim     | Não       | Sim        | Sim      | Não                | Não                   | Longa Documentário |        |  |
| 2008 | Linguagem e Educação                             | Não     | Não       | Não        | Sim      | Não                | Não                   | Série              |        |  |
| 2009 | Yuba Terra Livre                                 | Não     | Não       | Não        | Não      | Sim                | Não                   | Longa Documentário |        |  |
| 2010 | Transversal da Música                            | Não     | Não       | Não        | Não      | Sim                | Não                   | Serie de Curtas    |        |  |
| 2011 | Vídeo clip Oficial do samba enredo Rosas de Ouro | Sim     | Não       | Sim        | Não      | Não                | Não                   | Vídeo Clip         |        |  |
| 2012 | Homem negro                                      | Sim     | Não       | Sim        | Não      | Não                | Não                   | Vídeo Clip         |        |  |
| 2012 | Samba Cênico                                     | Sim     | Não       | Sim        | Não      | Não                | Não                   | Longa Documentário |        |  |
| 2014 | Pelas Estradas do Teatro Levando Cidadania       | Sim     | Não       | Sim        | Sim      | Não                | Não                   | Longa Documentário | [ 7 ]  |  |
| 2015 | Pirula Negra                                     | Sim     | Não       | Sim        | Sim      | Não                | Não                   | Serie Documental   |        |  |
| 2016 | TINA                                             | Não     | Não       | Não        | Sim      | Não                | Não                   | Curta Documentário | [ 8 ]  |  |
| 2017 | Preta Sampa                                      | Não     | Não       | Não        | Sim      | Não                | Não                   | Serie Documentário |        |  |
| 2019 | O jogo a rabeca e o tridente                     | Sim     | Não       | Sim        | Sim      | Não                | Não                   | Curta Ficção       |        |  |
| 2019 | Na Linha Tênue                                   | Sim     | Não       | Sim        | Não      | Não                | Não                   | Longa Documentário |        |  |
| 2020 | Pandemia Branca                                  | Sim     | Não       | Sim        | Não      | Não                | Não                   | curta Ficção       | [ 10 ] |  |
| 2020 | O isolamento começou agora?                      | Não     | Sim       | Não        | Não      | Não                | Não                   | Curta Ficção       | [ 10 ] |  |
| 2021 | Griôs                                            | Sim     | Não       | Sim        | Não      | Não                | Não                   | Longa Documentário | [ 11 ] |  |